# Júnior César Moreira da Cunha
Júnior César Moreira da Cunha noto semplicemente come Juninho (Goianápolis, 5 aprile 1985) è un ex calciatore brasiliano, di ruolo attaccante.

## Caratteristiche tecniche
Attaccante, può giocare come ala o come esterno su entrambe le fasce.